# Valentin Cabbigat Dimoc

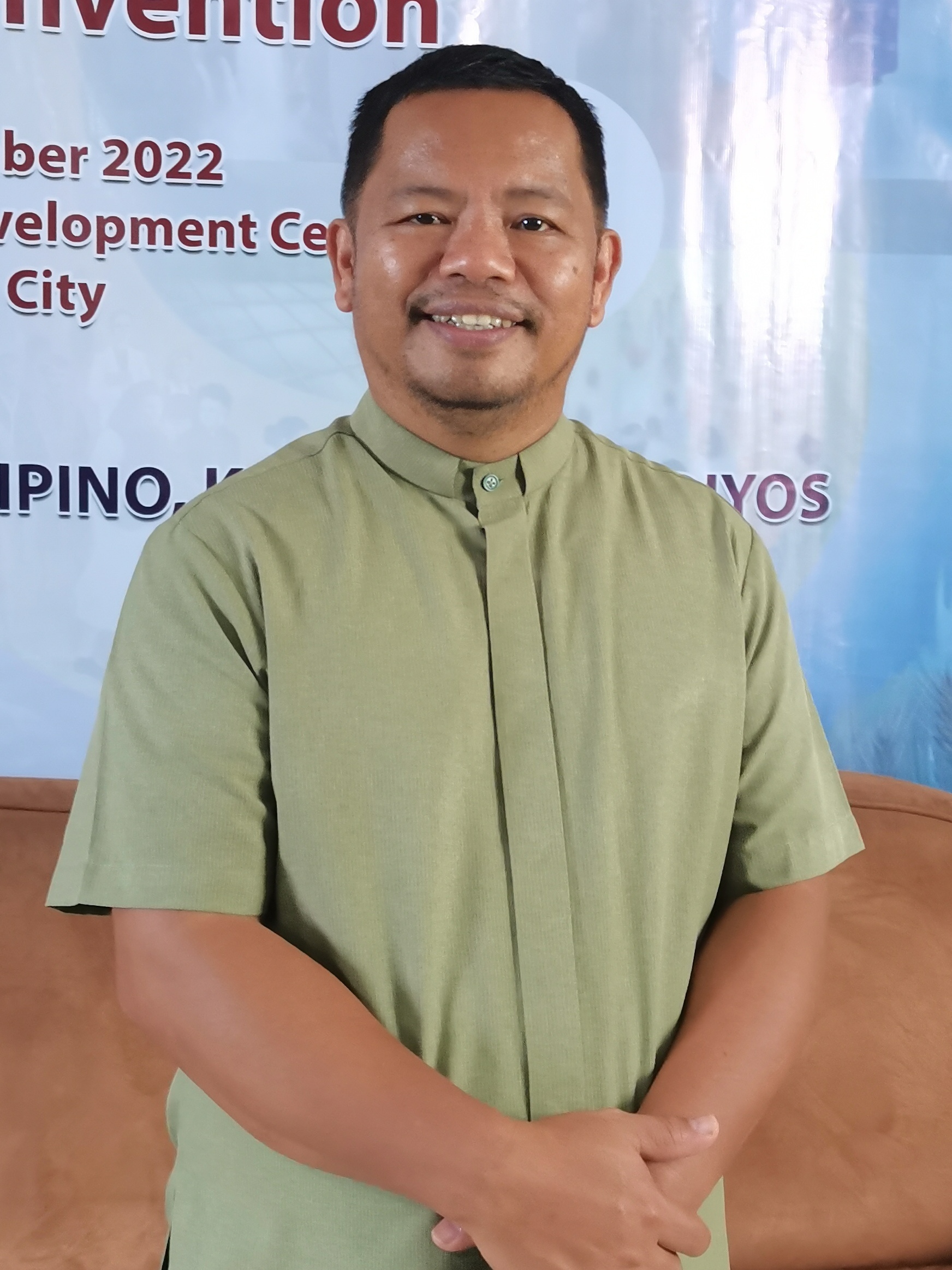
Valentin Cabbigat Dimoc (2022)

Bischofswappen von Valentin Cabbigat Dimoc

Valentin Cabbigat Dimoc (* 14. Februar 1969 in Lagawe, Provinz Ifugao) ist ein philippinischer römisch-katholischer Geistlicher und Apostolischer Vikar von Bontoc-Lagawe.

## Leben
Valentin Cabbigat Dimoc gehört der Ethnie der Tuwali an. Er besuchte von 1976 bis 1982 die Grundschule in Lagawe und von 1982 bis 1986 die Don Bosco High School sowie von 1986 bis 1987 das Kleine Seminar St. Francis Xavier in Baguio City. Ab 1987 studierte er Philosophie am Priesterseminar San Pablo in Baguio City und Katholische Theologie an der Immaculate Conception School of Theology in Vigan City. Daneben belegte er Kurse in sozialer Entwicklung am Asian Social Institute in Manila. Am 19. Mai 1998 empfing er durch den Apostolischen Vikar von Bontoc-Lagawe, Francisco Claver SJ, das Sakrament der Priesterweihe für das Apostolische Vikariat Bontoc-Lagawe.
Dimoc war zunächst als Rektor der Holy Rosary Mission in Kayan, einem Barangay von Tadian, tätig. Ab 2000 leitete er das Zentrum für Soziales und Entwicklung des Apostolischen Vikariats Bontoc-Lagawe sowie ab 2007 zusätzlich das Kataguan Centre in Lagawe. Überdies koordinierte er von 2000 bis 2008 die Kleinen Christlichen Gemeinschaften (KCG) im Apostolischen Vikariat Bontoc-Lagawe. Zudem wirkte Dimoc als Rektor der Holy Family Mission in Hapao (2004–2007), der Saint Mary Magdalene Mission in Lagawe (2007–2010) und der Good Shepherd Mission in Hapid (2010–2012). Daneben erwarb er 2006 am Asian Institute of Management in Makati City mit der Arbeit Leading the basic ecclesial communities of the Apostolic Vicariate of Bontoc-Lagawe toward social transformation („Begleitung der kirchlichen Basisgemeinschaften des Apostolischen Vikariats Bontoc-Lagawe auf dem Weg zur sozialen Transformation“) einen Master of Arts in Entwicklungsmanagement.
Papst Franziskus ernannte ihn am 6. Mai 2015 zum Titularbischof von Bapara und zum Apostolischen Vikar von Bontoc-Lagawe. Die Bischofsweihe spendete ihm der Erzbischof von Nueva Segovia, Mario Mendoza Peralta, am 4. August desselben Jahres in der Kathedrale Santa Rita de Cascia in Bontoc; Mitkonsekratoren waren der Apostolische Nuntius auf den Philippinen, Erzbischof Giuseppe Pinto, und sein Amtsvorgänger Rodolfo Fontiveros Beltran, Bischof von San Fernando de La Union. Sein Wahlspruch Remain in my love („Bleibt in meiner Liebe“) stammt aus Joh 15,9 . Als Apostolischer Vikar ist Dimoc zusätzlich Rektor des Divine Mercy Shrine in Lagawe. Außerdem gründete er zur Förderung des fairen Kaffeeanbaus und -handels in der Region eine Kaffeerösterei. Er unterstützte ferner Forderungen der indigenen Völker auf den Philippinen nach Rückgabe des Landes ihrer Vorfahren. Überdies setzte er sich für das Ende der illegalen Steinbrüche in der Provinz Ifugao ein und wandte sich gemeinsam mit anderen Bischöfen gegen das Kaliwa-Dammbauprojekt, das eine Gefährdung für die Umwelt und für die Lebensgrundlage der indigenen Bevölkerung darstellt.
In der Philippinischen Bischofskonferenz leitet Dimoc zudem seit 2019 die Kommission für die indigenen Völker. Darüber hinaus gehörte er den Kommissionen für die Missionsarbeit (2015–2017), für die Berufungspastoral (2015–2019) und für soziales Engagement, Gerechtigkeit und Frieden (2017–2019) sowie dem Rat für die Basisgemeinden (2019–2023) an.